# Marietta nebulosa
Marietta nebulosa is een vliesvleugelig insect uit de familie Aphelinidae. De wetenschappelijke naam is voor het eerst geldig gepubliceerd in 1972 door Annecke & Insley.